# Mezinárodní společnost pro hudební výchovu

Mezinárodní společnost pro hudební výchovu (International Society for Music Education, ISME) byla založena roku 1953 při konferenci UNESCO, aby podporovala hudební výchovu jako nedílnou součást všeobecného vzdělávání. Za desetiletí své existence se rozrostla ve světovou organizaci. Buduje a udržuje mezinárodní komunitu hudebních pedagogů. Pečuje o světové kulturní porozumění, vzájemný respekt a o spolupráci mezi hudebními pedagogy. Sdružuje přes 90 zemí. Je první mezinárodní organizací pro hudební pedagogy a respektuje všechny hudební žánry a všechny kultury.

## Činnost
Každé dva roky společnost pořádá konference v jiné části světa, které zahrnují workshopy, papírové prezentace, sympozia a představení. Kromě toho podporuje regionální konference v Africe, Asii, Tichomoří, Evropě a Americe a má řadu specializovaných skupin, které se zabývají hudebním vzděláváním. Mezi tyto skupiny patří sedm zavedených komisí, které jsou zaměřeny na:
- výzkum a teorii v hudební výchově;
- činnost v hudebních komunitách;
- hudební výchovu v raném dětství;
- vzdělávání profesionálních hudebníků;
- politiku: kultura, vzdělávání a média;
- hudbu ve školách a vzdělávání učitelů;
- a na hudbu ve speciální pedagogice, v hudební terapii a v hudební medicíně.

Před hlavní konferencí komise pořádají obvykle semináře. Světová konference navíc pořádá fórum (diskusní setkání) učitelů hlasové a instrumentální výchovy.
Společnost je zastoupena ve více než 90 zemích světa a v lednu 2012 měla téměř 1 700 individuálních členů, 21 národních poboček a 59 přímých členů skupiny ISME, dohromady je to přibližně 100 000 členů.
Hlavními sponzory jsou nadace Gibson a NAMM Foundation.
Společnost také vydává mezinárodní časopis (The International Journal of Music Education) pro hudební výchovu, který je publikován čtyřikrát ročně prostřednictvím vydavatelství SAGE.

## Řídící orgány
Mezinárodní kancelář ISME koordinuje veškerou komunikaci, která se týká práce společnosti, udržuje kontakty se členy ISME, s národními a mezinárodními organizacemi, s partnery z oblasti hudebního průmyslu, včetně inzerentů, promotérů, sponzorů a dalších. Působí také jako poradní orgán UNESCO a je členem Mezinárodní hudební rady (International Music Council) IMC.
Valné shromáždění se od roku 1964 schází pravidelně každé dva roky na světových konferencích ISME, které se konají v různých zemích. Valné shromáždění řídí a schvaluje politiku společnosti, jmenuje prezidenta a členy prezidia a kontroluje jejich činnost.
Předsednictvo ISME se skládá z 13 členů a schází se jednou ročně na místě, kde se bude konat příští světová konference ISME.
Výkonný výbor se skládá z prezidenta, kandidáta na prezidentský úřad, předchozího prezidenta a dvou řádných členů prezidia. Výkonný výbor vypracovává strategický plán a schází se dvakrát až třikrát ročně.
Ústava a nařízení, která se mohou měnit pouze rozhodnutími valného shromáždění.